# 三土正司
三土 正司（みつち しょうじ、生年月日不明 - ）は、日本の通信社記者。実業家。北海道出身。株式会社共同通信社代表取締役社長。

## 人物・経歴
北海道出身。1981年、明治大学政治経済学部卒業後、同年3月、社団法人（現・一般社団法人）共同通信社に入社。その後、総務局次長などを経て、2014年東京支社長（コンプライアンス室次長）、2015年業務局長、2018年常務監事などを歴任。2020年6月、株式会社共同通信社代表取締役専務。2020年12月代表取締役社長に就任就任。
社外では、グループ企業の共同通信PRワイヤー社長、矢野経済研究所取締役などの他、日本書道文化協会特別顧問などを務める。